# Thomas Woods
Thomas E. Woods, Jr. (ur. 1 sierpnia 1972) – amerykański historyk, ekonomista i pisarz, tradycjonalista katolicki, libertarianin, zwolennik austriackiej szkoły ekonomii, członek Instytutu Ludwiga von Misesa, honorowy doradca Polsko-Amerykańskiej Fundacji Edukacji i Rozwoju Ekonomicznego (PAFERE), autor wielu bestsellerów.

## Publikacje

### Jako autor
- The Great Façade: Vatican II and the Regime of Novelty in the Catholic Church (współautor z Christopherem Ferrara, 2002[3]) ISBN 1-890740-10-1
- The Church Confronts Modernity: Catholic Intellectuals and the Progressive Era (2004[4]) ISBN 0-231-13186-0
- The Politically Incorrect Guide to American History (2004[5]) ISBN 0-89526-047-6, wyd. polskie. Niepoprawna politycznie historia Stanów zjednoczonych (2007) ISBN 83-89812-41-X
- The Church and the Market: A Catholic Defense of the Free Economy (2005[6]) ISBN 0-7391-1036-5, wyd. polskie Kościół a wolny rynek (2007) ISBN 978-83-89812-40-7
- How the Catholic Church Built Western Civilization (2005[7]) ISBN 0-89526-038-7, wyd. polskie Jak Kościół katolicki zbudował zachodnią cywilizację (2006) ISBN 83-89368-64-1
- 33 Questions About American History You're Not Supposed to Ask (2007[8]) ISBN 0-307-34668-4
- Sacred Then and Sacred Now: The Return of the Old Latin Mass (2007[9]) ISBN 978-0-9793540-2-1
- W obronie zdrowego rozsądku (2007[10]) ISBN 83-60533-19-9
- Who Killed the Constitution?: The Fate of American Liberty from World War I to George W. Bush (współautor z Kevinem Gutzmanem, 2008[11]) ISBN 978-0-307-40575-3)
- Beyond Distributism (2008[12]) ISBN 978-1-880595-29-9
- Meltdown: A Free-Market Look at Why the Stock Market Collapsed, the Economy Tanked, and Government Bailouts Will Make Things Worse (2009) ISBN 1-5969-8587-9 oraz ISBN 978-1-5969-8587-2
- Nullification: How to Resist Federal Tyranny in the 21st Century (2010) ISBN 1-59698-149-0
- Rollback: Repealing Big Government Before the Coming Fiscal Collapse (2011) ISBN 1-59698-141-5
- Real Dissent: A Libertarian Sets Fire to the Index Card of Allowable Opinion (2014) ISBN 1-50084-476-4